# Malta na Letnich Igrzyskach Olimpijskich 2016
Malta na Letnich Igrzyskach Olimpijskich 2016 w Rio de Janeiro reprezentowało 7 sportowców. Był to szesnasty start Malty na letnich igrzyskach olimpijskich.

## Reprezentanci

### Lekkoatletyka

#### Kobiety
Konkurencje biegowe
| Konkurencja   | Zawodniczka         | Runda 1  | Runda 1 | Runda 2  | Runda 2 | Półfinał | Półfinał | Finał    | Finał   | Pozycja |
| Konkurencja   | Zawodniczka         | Rezultat | Pozycja | Rezultat | Pozycja | Rezultat | Pozycja  | Rezultat | Pozycja | Pozycja |
| ------------- | ------------------- | -------- | ------- | -------- | ------- | -------- | -------- | -------- | ------- | ------- |
| Bieg na 100 m | Charlotte Wingfield | 11,86    | 1. Q    | 11,90    | 57.     | NQ       | NQ       | NQ       | NQ      | 57.     |

#### Mężczyźni
Konkurencje biegowe
| Konkurencja   | Zawodnik     | Runda 1  | Runda 1 | Runda 2  | Runda 2 | Półfinał | Półfinał | Finał    | Finał   | Pozycja |
| Konkurencja   | Zawodnik     | Rezultat | Pozycja | Rezultat | Pozycja | Rezultat | Pozycja  | Rezultat | Pozycja | Pozycja |
| ------------- | ------------ | -------- | ------- | -------- | ------- | -------- | -------- | -------- | ------- | ------- |
| Bieg na 100 m | Luke Bezzina | 11,04    | 12.     | NQ       | NQ      | NQ       | NQ       | NQ       | NQ      | 56.     |

### Pływanie
Kobiety
| Zawodniczka   | Konkurencja       | Eliminacje | Eliminacje | Półfinał | Półfinał | Finał | Finał   | Pozycja |
| Zawodniczka   | Konkurencja       | Czas       | Miejsce    | Czas     | Miejsce  | Czas  | Miejsce | Pozycja |
| ------------- | ----------------- | ---------- | ---------- | -------- | -------- | ----- | ------- | ------- |
| Nicola Muscat | 50 m st. dowolnym | 26,60      | 53.        | NQ       | NQ       | NQ    | NQ      | 53.     |

Mężczyźni
| Zawodnik        | Konkurencja        | Eliminacje | Eliminacje | Półfinał | Półfinał | Finał | Finał   | Pozycja |
| Zawodnik        | Konkurencja        | Czas       | Miejsce    | Czas     | Miejsce  | Czas  | Miejsce | Pozycja |
| --------------- | ------------------ | ---------- | ---------- | -------- | -------- | ----- | ------- | ------- |
| Andrew Chetcuti | 100 m st. dowolnym | 51,37      | 51.        | NQ       | NQ       | NQ    | NQ      | 51.     |

### Podnoszenie ciężarów
| Zawodnik      | Konkurencja | Rwanie | Rwanie  | Podrzut | Podrzut | Razem | Pozycja |
| Zawodnik      | Konkurencja | Wynik  | Pozycja | Wynik   | Pozycja | Razem | Pozycja |
| ------------- | ----------- | ------ | ------- | ------- | ------- | ----- | ------- |
| Kyle Micallef | -85 kg (m)  | —      | —       | DNS     | DNS     | DNF   | DNF     |

### Strzelectwo
| Zawodnik         | Konkurencja                           | Kwalifikacje | Kwalifikacje | Półfinał | Półfinał | Finał | Finał   | Pozycja |
| Zawodnik         | Konkurencja                           | Wynik        | Pozycja      | Wynik    | Pozycja  | Wynik | Pozycja | Pozycja |
| ---------------- | ------------------------------------- | ------------ | ------------ | -------- | -------- | ----- | ------- | ------- |
| Eleanor Bezzina  | pistolet pneumatyczny, 10 m (kobiety) | 379          | 22.          | —        | —        | NQ    | NQ      | 22.     |
| Eleanor Bezzina  | pistolet sportowy, 25 m (kobiety)     | 562          | 36.          | —        | —        | NQ    | NQ      | 36.     |
| William Chetcuti | trap podwójny (mężczyźni)             | 123          | 17.          | NQ       | NQ       | NQ    | NQ      | 17.     |